# Gradzanowo Włościańskie
Gradzanowo Włościańskie – wieś sołecka w Polsce położona w województwie mazowieckim, w powiecie mławskim, w gminie Radzanów.
| SIMC    | Nazwa | Rodzaj    |
| ------- | ----- | --------- |
| 0124268 | Górki | część wsi |

W latach 1975–1998 miejscowość administracyjnie należała do województwa ciechanowskiego.